# Todor Todorov (voetballer, november 1982)
Todor Todorov (Bulgaars : Tодор Тодоров) (Charmanli, 28 november 1982) is een voormalige Bulgaars voetballer die voorkeur had als een Verdediger. Hij had gespeeld bij FC Hebros, FC Minyor Radnevo, Beroje Stara Zagora en Neftochimic Burgas 1986.
Hij won een Bulgaarse voetbalbeker in 2009 met Beroje Stara Zagora.

## Erelijst

### Beroje Stara Zagora
- Bulgaarse voetbalbeker (1) : 2009-2010